# Castillo de Forna
Die Burg Forna (spanisch Castillo de Forna) ist eine Burg im Norden der spanischen Provinz Alicante. Sie liegt auf einer Kuppe auf 232 m Höhe, südlich oberhalb des gleichnamigen Dorfes, das zur Gemeinde Adsubia (valencianisch: L'Atzúvia) gehört. Sie ist ausgesprochen gut erhalten wie nur wenige Burgen in der Region.

## Beschreibung

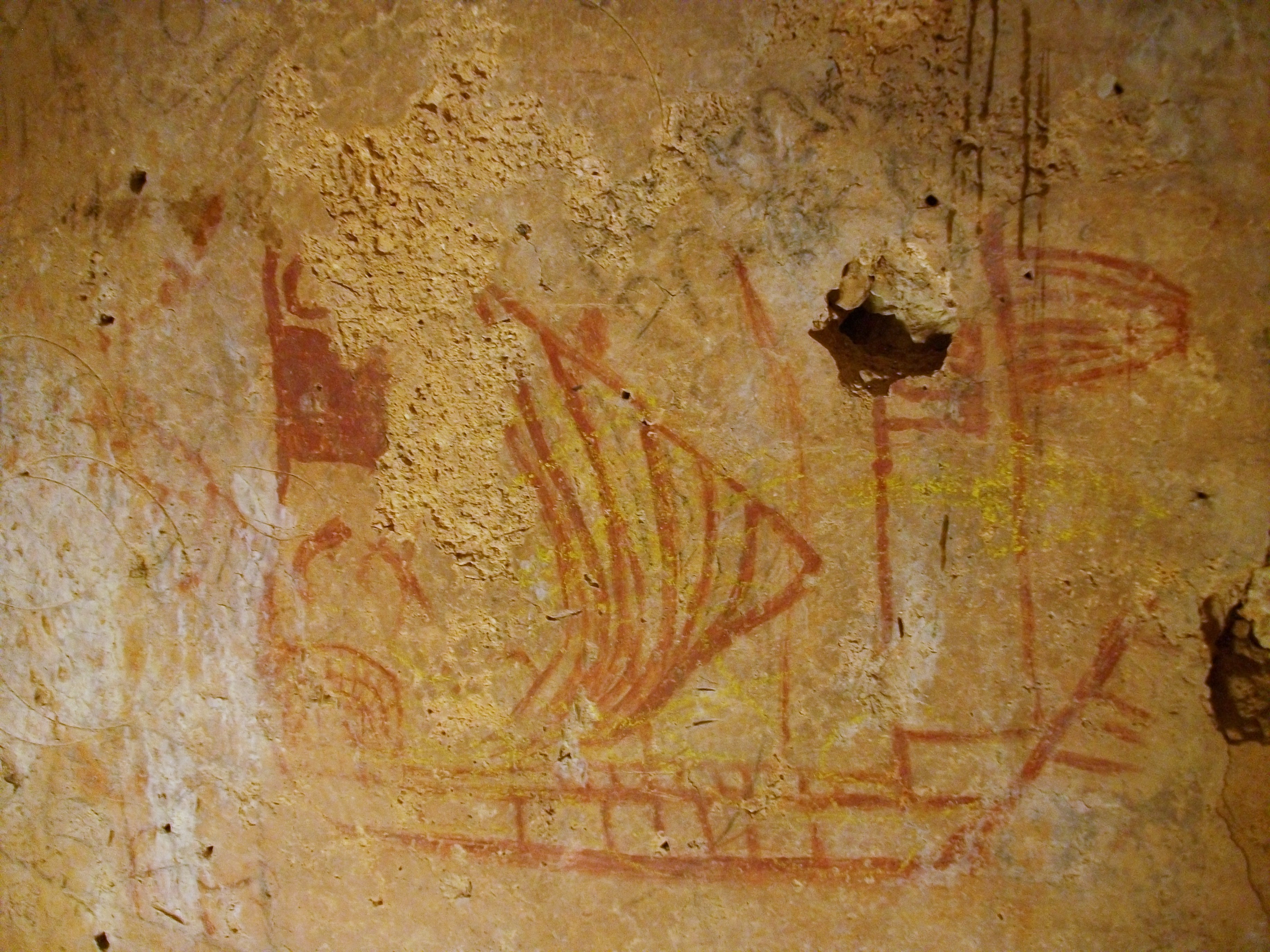
Wandzeichnung eines Schiffs

Die Burg hat einen quadratischen Grundriss mit vier rechteckigen Türmen in den Ecken. Aufgebaut ist sie aus Stampflehmwänden auf Mauerwerk, die Öffnungen sind mit Ziegelsteinen eingefasst. Der Eingang zur Burg liegt auf der Nordseite zwischen den Türmen. Er führt zunächst in den rechteckigen Innenhof, in dem sich eine große Zisterne befindet. In einem Saal des nordöstlichen Turmes befindet sich eines der besten Beispiele spätmittelalterlicher und renaissancezeitlicher Wandmalerei in der Provinz Alicante. Unter anderem ist eine Szene mit Schiffen und einer Meeresschlange dargestellt, weiterhin Krieger mit zeittypischer Ausrüstung und zoomorphe Motive. Der nordöstliche Turm unterscheidet sich von der übrigen Burg durch seine Größe und durch auf Mauerwerk aufgesetzte Lehmwände mit falschem Quaderwerk auf der Außenseite. Aufgrund seiner Merkmale scheint er am Ende des 12. Jahrhunderts errichtet worden zu sein. Die Burg Forna ist von ihrer Form her vergleichbar mit anderen Bauten in der Provinz wie der Burg Olimbroi in Dénia, die inzwischen verschwunden ist, der Burg Palacete in Cox, dem sogenannten „Palauet“ der Burg von Castalla und der Festungskirche von Murla. Alle diese Burgen wurden in der zweiten Hälfte des 15. Jahrhunderts erbaut, was auch für die erweiterte Burg Forna anzunehmen ist. Bis über 15 Meter Höhe steht die Burg noch unverändert im Originalzustand und ist damit die am besten erhaltene Burg in der Provinz Alicante.

## Geschichte
Der Ursprung der Burg Forna, als am Ende des 12. Jahrhunderts der Nordostturm errichtet wurde, liegt in der Zeit der Almohaden. Die Burg befindet sich an einer strategisch bedeutenden Stelle, von der aus ein wichtiger Verkehrsweg überwacht werden konnte. In der Mitte des 15. Jahrhunderts erfolgte eine Erweiterung und gleichzeitig ein Umbau der Burg zu einer feudalen Residenz. Zu jener Zeit war die Burg in Besitz der Familie Cruilles. Im 17. Jahrhundert wechselte sie in den Besitz der Familie Julià-Figuerola.

## Zugang
Von außen ist die Burg jederzeit zugänglich.